# 徐文兵
徐小周（1966年—），字文兵，山西大同人，中醫專家。
自幼随母亲学习中医，1984年進入北京中医学院中医系，毕业后留校工作。1997年至1998年公派赴美國講學，被授予密苏里州堪萨斯市荣誉市民，获马里兰州针灸师执照。1999年创办北京厚朴中医药研究所。2008-2009年在中央人民广播电台主讲《黄帝内经》節目。2014年创办厚朴中医學堂。 

## 著述
- 《字裡藏醫》（合肥:安徽教育出版社，ISBN 9787533647582；新北:野人文化，ISBN 978-986-6158-46-9）
- 《知己：從頭到腳，用漢字解說53個身體部位的運行奧秘，掌握中醫養生精髓》(海口:海南出版社；新北:野人文化，ISBN 978-986-384-409-9)
- 《徐文兵、梁冬对话黄帝内经》，江西科学技术出版社

## 外部連接
- 徐文兵的新浪微博